# Берестівка (Роменський район)
Бере́стівка — село в Україні, у Роменському районі Сумської області. Населення становить 808 осіб. Входить до складу Липоводолинської селищної громади.
Після ліквідації Липоводолинського району 19 липня 2020 року село увійшло до Роменського району.

## Географія
Село Берестівка розташоване на березі річки Хорол, вище за течією на відстані 3 км розташоване село Кімличка, нижче за течією на відстані 0.5 км розташоване село Панасівка.
По селу тече кілька струмків, що пересихають, із загатами. На даний момент в селі існує 2 ставки, які знаходяться в орендній власності.
Через село пролягає автомобільний шлях Т 1904, що робить досить вигідне географічне розташування села.
Відстань до центру громади селища. Л-Долина становить 12 км, до облцентру м. Суми — 93 км.

## Населення

### Мова
Розподіл населення за рідною мовою за даними перепису 2001 року:
| Мова            | Кількість | Відсоток |
| --------------- | --------- | -------- |
| українська      | 795       | 98.39%   |
| російська       | 12        | 1.49%    |
| інші/не вказали | 1         | 0.12%    |
| Усього          | 808       | 100%     |

## Історія
Село засноване у першій половині XVII ст.
За даними на 1859 рік у власницькому селі Гадяцького повіту Полтавської губернії, мешкало 1644 особи (781 чоловічої статі та 863 — жіночої), налічувалось 246 дворових господарств, існувала православна церква.
У 1900 році село було центром окремої, Берестівської волості.
Село постраждало внаслідок геноциду українського народу, проведеного урядом СРСР в 1932—1933 та 1946—1947 роках, кількість встановлених жертв — 101 людина.
Під час німецько-радянської війни проходили бойові дії.
За роки УРСР село було відбудоване, налагоджена інфраструктура, функціював колгосп «Прапор Леніна».
До 2019 року орган місцевого самоврядування — Берестівська сільська рада.

## Економіка
- Декілька потужних та багато малих фермерських господарств;
- Аграрно-інвестиційне підприємство «Українські Аграрні Інвестиції»;
- Нафто-газодобувні підрозділи «Укрнафта»;
- Кафе «Мисливець»;
- Бар «У Карпця;»
- Магазин «Тарас»;
- Магазин повсякденних товарів;
- Магазин господарських товарів;
- Магазин продуктових товарів;
- Ветеринарна дільниця та аптека.

## Соціальна сфера
У селі функціюють:
- сільська рада;
- дитячий садок на 30 дітей;
- загальноосвітня школа I—III ступенів на 180 учнів;
- сільський будинок культури;
- сільська бібліотека;
- сільський історичний музей;
- амбулаторія загальної практики та сімейної медицини;
- Українська православна церква;
- відділення поштового зв'язку АТ «Укрпошта»;
- готель-гуртожиток.

## Відомі люди
Г. М. Шевченко (1922—1944) — Герой Радянського Союзу. Народився у селі.